# Scymnus praecisus
Scymnus praecisus  (лат.) — вид божьих коровок рода Scymnus из подсемейства Scymninae (Coccinellidae). Юго-Восточная Азия.

## Распространение
Южный Китай (провинция Юньнань: Dizhengdang, Heiwadi, Maku, Mengla, Nabang).

## Описание
Мелкие жуки длиной от 1,71 до 2,13 мм (ширина 1,20–1,41), овальной выпуклой формы; дорзум в белом опушении. Основная окраска пронотума желтовато-коричневая, ног, усиков и головы желтая; скутеллюм коричневый, надкрылья чёрные (у апикального края желтовато-коричневые). Сходен с видом Scymnus bulangicus Chen et Ren, 2015, отличаясь особенностями строения гениталий самцов и крупным размером. 
Усики 11-члениковые, булава из 3 сегментов. Голова, лабрум и клипеус поперечные. Усики прикрепляются перед линией глаз. Нижнегубные щупики 3-члениковые. Скутеллюм мелкий, треугольный. Надкрылья в основании шире пронотума, с нерегулярной пунктировкой. Голени без вершинных шпор. Лапки 4-члениковые. Брюшко с шестью вентритами. 
Вид был впервые описан в 2015 году китайскими энтомологами С. Ченом (Xiaosheng Chen) и Ш. Реном (Shunxiang Ren) (Engineering Research Center of Biological Control, Ministry of Education; College of Natural Resources and Environment, Южно-китайский сельскохозяйственный университет, Гуанчжоу, Китай). Видовое название S. praecisus дано по признаку строения пениса (praecisus, вырезанный).